# Abraxas intermedia
Abraxas intermedia es una especie de polilla de la familia Geometridae, descrita por primera vez por William Warren en 1888, con distribución endémica en el estado de Uttarakhand, India.

## Descripción
Es una polilla mediana, con una envergadura de aproximadamente 50 mm. La mancha anal es oblicua en ambas alas y las marcas costales reducidas. La línea exterior compuesta de pequeñas manchas grises que, por regla general, toda el ala está cubierta de pequeñas manchas grises irregulares y desprendidas. Las alas posteriores con una doble fila irregular de manchas grises.